# Otto Fabricius (Geistlicher)

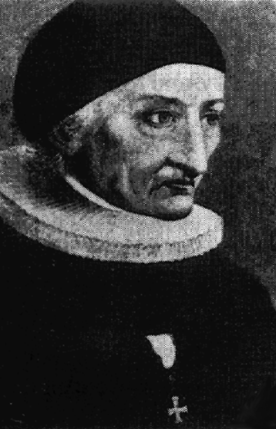
Otto Fabricius

Otto Hansen Fabricius (* 6. März 1744 in Rudkøbing; † 20. Mai 1822 in Kopenhagen) war dänischer Missionar, Pastor, Zoologe und Sprachwissenschaftler. In der wissenschaftlichen Systematik wird sein Name als O. Fabr. abgekürzt.

## Leben

### Herkunft und Jugend
Otto Fabricius war der Sohn von Hans Sørensen Fabricius (1696–1755) und dessen zweiter Frau Else Cathrine Jacobsdatter Ursin (1716–1785). Die Familie lässt sich auf Søren Jørgensen Smed († 1719) zurückführen, der Schmied in Faaborg im Süden von Fünen war und daher seinen Nachnamen hatte. Der Familiensage nach war König Friedrich IV. einmal nach Faaborg gekommen und hatte dem Schmied eine Operation und das Studium der Kinder bezahlt. Die Kinder erhielten daraufhin den latinisierten Nachnamen Fabricius. Einer der Söhne war Otto Fabricius’ Vater, der Theologie studierte und nach Langeland zog, wo er Pastor in Rudkøbing wurde. Er war in erster Ehe mit Marie Jensdatter Achton (1707–1738) verheiratet, die ebenfalls aus einer Pastorenfamilie stammte und mit der er sechs Kinder bekam, bevor sie im Alter von nur 31 Jahren starb. Wenige Monate später heiratete sein Vater in zweiter Ehe die aus einer Beamtenfamilie stammende zwanzig Jahre jüngere Else Cathrine Jacobsdatter Ursin, mit der er weitere sechs Kinder bekam, von denen Otto das dritte war.
Hans Fabricius war ein Freund von Hans Egede, durch dessen Bekanntschaft und Schriften seine Söhne schon jung geprägt wurden. Er wurde 1751 zum Propst über den Nordteil von Langeland ernannt. Als Otto Fabricius elf Jahre alt war, starb sein Vater und hinterließ der Familie nur Schulden. Otto Fabricius wurde privat unterrichtet und trotz der armen Verhältnisse stellte ihm der Rektor in Nyborg ihm 1761 die Hochschulreife aus. Anschließend begann er ein Theologiestudium an der Universität Kopenhagen, um in Hans Egedes Fußspuren treten zu können. 1764 kam sein acht Jahre älterer Halbbruder Christen Hansen Fabricius wegen eines Augenleidens aus Grönland zurück, wo er fünf Jahre lang als Missionar gedient hatte. Dadurch noch weiter in seinen Plänen gestärkt, wechselte Otto 1765 an Det Grønlandske Seminarium, das Hans Egede 1737 gegründet hatte und das nun von dessen Sohn Poul Egede geleitet wurde.

### Missionarstätigkeit in Grönland

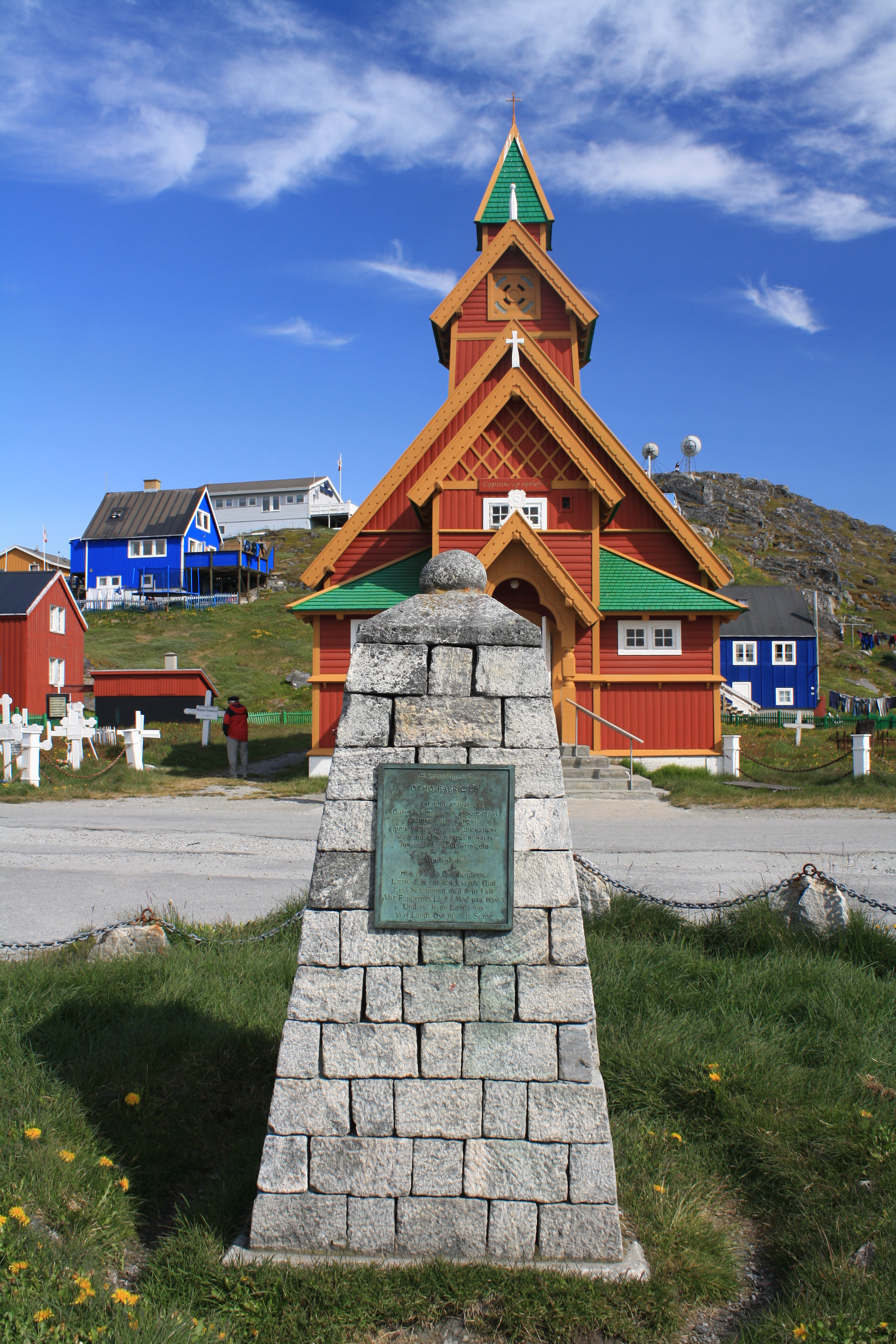
Gedenkstein für Otto Fabricius in Paamiut

1768 verließ Jørgen Meyer Myhlenphort seine Anstellung als Missionar in Paamiut, sodass die Stelle frei wurde. Otto Fabricius beendete in Eile am 25. Februar sein Theologiestudium, wurde am 23. Mai desselben Jahres ordiniert und anschließend zum Missionar in Paamiut ernannt.
Paamiut war erst 1742 gegründet worden und vor allem an den Wohnplätzen des Kolonialdistrikts Frederikshaab war ein Großteil der Bevölkerung noch ungetauft, aber kurz vor Fabricius’ Ankunft hatte sich das Interesse für das Christentum in der Gegend verbreitet und siebzig Grönländer warteten auf ihre Taufe. Nach dem Taufunterricht konnte er noch im ersten Winter 58 der Taufanwärter taufen, was seinem Sprachtalent und seiner großen Motivation zugeschrieben wird.
Otto Fabricius hatte sich schon in seiner Jugend für Zoologie interessiert und wurde von Graf Otto Thott motiviert, die grönländische Fauna zu erforschen. Er machte Bekanntschaft mit dem Zoologen Otto Friedrich Müller, dessen Methode, als Naturforscher in der Natur zu leben, er adaptierte. Deswegen bemühte Otto Fabricius sich, während seiner Zeit als Missionar möglichst wie die grönländische Bevölkerung zu leben. Sein Ziel war es, ein deskriptives Werk über alle Bereiche Grönlands zu schreiben. Besonderes Interesse hatte er dabei für die Fauna Grönlands und die grönländische Sprache.
Neben seiner von Müller geprägten Motivation erlernte er die grönländische Lebensweise auch, um seine Missionsarbeit zu verbessern. Er lernte das Kajakfahren und konnte so entgegen der damaligen Praxis selbst die entlegenen Wohnplätze des Kolonialdistrikts erreichen und dort die Taufen durchführen. Deswegen war er die meiste Zeit nicht in der Kolonie anwesend. Zudem unterrichtete er Grönländer, die ihn unterstützen sollten, womit er gewissermaßen das spätere Katechetswesen einleitete. Die letzten drei Winter lebte er am Wohnplatz Iluilaarsuk 22 km südlich der Kolonie.
Die grönländische Lebensweise machte sich zusehends an seiner ohnehin schon schwachen Gesundheit zu schaffen und darüber hinaus geplagt von Einsamkeit wurde er 1773 nach fünf Jahren aus dem Dienst in Grönland verabschiedet und von seinem Vorgänger Jørgen Meyer Myhlenphort abgelöst.

### Erste Jahre nach der Rückkehr nach Europa
Nach seiner Rückkehr wurde Otto Fabricius 1774 zum Pastor in Drangedal und Tørdal (heute ein Teil von Drangedal) im Süden Norwegens ernannt. In dieser Zeit systematisierte er seine in Grönland gesammelten Forschungsergebnisse und schickte 1774 ein Manuskript für ein Wörterbuch an das Missionskollegium. Am 23. März 1775 heiratete er in Kopenhagen die Norwegerin Anna Dorthea Ziege (1754–1785), Tochter des Kapitäns Sigvard Jørgen Ziege (um 1720–1769) und dessen Frau Sara Cathrine Braun (um 1729–1769). Aus der Ehe gingen die Kinder Else Cathrine verh. Ramsing (1775–1851) und Sara Marie verh. Fønss (1780–1858) hervor. Nach fünf Jahren verließ er seine Anstellung wegen der Streitlüstigkeit der Kirchengemeinde und der Sehnsucht nach seiner Heimat und kehrte nach Dänemark zurück.
1779 wurde er zum Pastor im Hobro Sogn und Skjellerup Sogn in Nordjylland ernannt, aber auch dort war er nicht zufrieden, weil er meinte, seine wissenschaftliche Arbeit dort nicht fortführen zu können. Dennoch veröffentlichte er 1780 die Fauna Groenlandica. Hierin beschrieb Fabricius wissenschaftlich und mit erstaunlicher Beobachtungsgabe nach dem Vorbild Carl von Linnés die grönländische Tierwelt: 468 Tierarten – in der Denkweise der damaligen Zeit angefangen von den „Eskimos“ bis hinunter zu den Meeresschwämmen. Darunter waren 130 der Wissenschaft bislang unbekannte Arten. Es ist bis heute das Grundlagenwerk der grönländischen Fauna. Auf Empfehlung Otto Friedrich Müllers wurde er im selben Jahr in die Königlich Dänische Akademie der Wissenschaften aufgenommen.
1781 wechselte er ins Rise Sogn auf Ærø, wo sein Cousin Hans Tage Fabricius gerade im Pastorenamt verstorben war. Hier wurde Otto Fabricius zufrieden, aber nach zwei Jahren wurde er gebeten, nach Kopenhagen zu ziehen, um Pastor am dortigen Waisenhaus zu werden, dessen Direktor Poul Egede war, der sich von Fabricius persönliche Unterstützung erhoffte. Von 1782 bis 1787 gab er Bidrag til Bibel-Kundskab („Beitrag zu Bibelkunde“) heraus, ein exegetisches Handbuch für Laien. Sein Religionsverständnis wird als für damalige, von der Aufklärungstheologie geprägte Zeiten schon äußerst konservativ beschrieben und er war ein Anhänger von Nicolai Edinger Balle. 1784 starb sein Kollege Otto Friedrich Müller und Fabricius übernahm dessen private zoologische Sammlung.
1785 starb seine Frau im Alter im Alter von nur 31 Jahren und am 29. Juni 1786 heiratete Otto Fabricius die 18 Jahre jüngere Anne Gunilde Heineth (1762–1834), Tochter des Verpächters Hans Ditlev Heineth (1723–1781) und dessen Frau Frederikke Hansen (um 1737–1798). Mit ihr bekam er sieben weitere Kinder, den späteren Bibliothekar und Schriftsteller Frederik Fabricius (1789–1873), Lorenz Peter (1791–jung), Anna Dorthea (1795–1860er), Hansine Lorenze (1797–?), Hans Ditlev (1799–1879), Andrea Lorenze verh. Fønss (1801–?) und Lars Schurmann (1805–1880).

### Späte Jahre als Pastor in Kopenhagen
Auch am Waisenheim hatte Otto Fabricius zunehmend persönliche Probleme und fühlte sich unzufrieden und so verließ er das Waisenhaus 1789 im Jahr von Poul Egedes Tod und wurde stattdessen Pastor im Vor Frelsers Sogn in Kopenhagen. Daneben wurde er auch Egedes Nachfolger als Dozent von Det Grønlandske Seminarium und zudem vom Missionskollegium zum Leiter der grönländischen Mission ernannt. Nachdem er sich in den 1780er Jahren mit der grönländischen Fauna beschäftigt hatte und dabei auch kleinere Schriften über die grönländischen Wale und Robben herausgegeben hatte, widmete er sich ab den 1790er Jahren wieder vermehrt der Sprachwissenschaft. 1791 erschien seine grönländische Grammatik. 1794 veröffentlichte er seine grönländische Übersetzung des Neuen Testaments. Die Bücher, die im Waisenhaus gelagert waren, gingen bei einem Brand 1795 verloren und die neue Auflage des Neuen Testaments erschien 1799, die Grammatik hingegen erst 1801. 1804 wurde das Wörterbuch veröffentlicht, dessen Manuskript er bereits 30 Jahre zuvor fertiggestellt hatte. In seinen späteren Jahren widmete er sich vermehrt theologischen Werken und grönländischen Übersetzungen von religiösen Texten, aber auch wieder der Zoologie. Kurz nach seinem Tod erschien seine grönländische Übersetzung des 1. Buch Mose, das er selbst noch auf dem Sterbebett korrekturgelesen hatte. Sein großes Grönlandwerk konnte er nie fertigstellen, aber das angefangene Manuskript wurde 1946 von Hother Ostermann herausgegeben.
1803 bewarb er sich als Dompropst in Kopenhagen, wurde aber übergangen, was vermutlich daran lag, dass er trotz seiner wissenschaftlichen Leistungen nicht als sonderlich begabter Prediger galt. Er wurde finanziell entschädigt und zudem zum Titularprofessor ernannt. 1815 wurde er zum Ritter des Dannebrogordens ernannt. Anlässlich seines 50. Ordinationsjubiläums wurde er 1818 zum Ehrendoktor der Theologie und zum Titularbischof ernannt. Noch immer im Amt des Pastors in Vor Frelsers Kirke starb Otto Fabricius 1822 im Alter von 78 Jahren.

## Werke (Auswahl)
- 1780: Fauna Groenlandica, systematice sistens animalia Groenlandiæ occidentalis hactenus indagata, qvoad nomen specificum, triviale, vernaculumqve; synonyma auctorum plurium, descriptionem, locum, victum, generationem, mores, usum, capturamqve singuli, prout detegendi occasio fuit, maximaque parte secundum proprias observationes
- 1782: Bidrag til Bibel-Kundskab ved oplysende Anmærkninger over vigtige og vanskelige Steder i den hellige Skrift (Band 1)
- 1785: En erfaren geistlig Mands uforgribelige Tanker angaaende Confessionarii Bastholms Forsøg til en forbedret Plan i den udvortes Gudstieneste
- 1787: Bidrag til Bibel-Kundskab ved oplysende Anmærkninger over vigtige og vanskelige Steder i den hellige Skrift (Band 2)
- 1791: Forsøg til en forbedret grønlandsk Grammatica (2. Auflage 1801)
- 1794: Testamente Nutak (2. Auflage 1799)
- 1804: Den grønlandske Ordbog (Manuskript von 1774)
- 1822: Testamentitokamit Mosesim aglegèj siurdleet
- 1946: Grønlandsbeskrivelse I (Hrsg. Hother Ostermann)